# Битва в Кораловому морі
Би́тва в Кора́ловому мо́рі — морська битва на Тихому океані. Відбулася 3—8 травня 1942 року в Кораловому морі між японською ескадрою, що прямувала для захоплення Порт-Морсбі, і з'єднанням кораблів ВМС США та ВМС Австралії. Це була перша битва авіаносців проти інших авіаносців. Вона була також першою в історії військово-морською битвою, в якій жоден із кораблів сторін безпосередньо не спостерігав інші ворожі кораблі та не відкривав вогонь по них.

## Плани й сили сторін
Після рейду в Індійському океані японський флот планував наступальну операцію в районі Соломонових островів і Нової Гвінеї. Головною метою було захоплення Порт-Морсбі, єдиної авіабази, яка створювала загрозу Рабаулу та Кавіенгу. За японськими розвідувальними даними, у Кораловому морі імовірною була наявність американської ескадри з одним авіаносцем.
Операція отримала назву «Операція МО». Для участі в операції адмірал Ямамото направив 5-у дивізію авіаносців зі складу з'єднання Тюїті Наґумо (сам Наґумо повернувся до Японії). Командувати операцією було доручено віце-адміралу Іноуе Сігеєсі. Він мав у своєму розпорядженні 2 важких авіаносці «Сьокаку» й «Дзуйкаку», кожен з яких мав на борту 21 винищувач Mitsubishi A6M «Зеро», 21 торпедоносець Nakajima B5N «Кейт» та 21 пікіруючий бомбардувальник Aichi D3A «Вел». До складу групи входив 1 легкий авіаносець, 1 гідроавіаносець, 6 важких крейсерів, 4 легких крейсери та інші кораблі, усього 70 одиниць. Їх підтримувало ударне з'єднання авіації наземного базування, що складалося з 120 бомбардувальників і винищувачів під командуванням контр-адмірала Ямада Садаесі: 60 «Зеро», 48 бомбардувальників Mitsubishi G3M «Нелл», 16 літаючих човнів Kawanishi H6K «Мевіс» та 10 гідролітаків Yokosuka E14Y «Глен». Вони базувалися в Рабаул й Тулагі.

## 7 травня
Рано вранці було піднято велику групу японських розвідників, щоб виявити американські авіаносці. О 5:42 бомбардувальник «Кейт» помітив одинокий авіаносець та 3 есмінці за 200 миль на південь від «Сьокаку». Адмірал Такагі наказав адміралу Хара надіслати всі наявні на авіаносці літаки в атаку на американські кораблі. О 6:10 капітан-лейтенант Такахасі Какуїті повів ударну групу з 18 «Зеро», 36 пікірувальників «Вел» та 24 торпедоносців «Кейт».
О 16:40 гідролітак з крейсера «Кунігаса» (з ескадри Гото) помітив ще одне з'єднання: 1 великий авіаносець і 10 кораблів за 200 миль від «Кунігаси» і за 280 миль від флоту адмірала Такагі. Але атакувати ці кораблі було вже нічим.
О 9:35 Такахасі привів літаки в точку атаки, але не знайшов американського авіаносця. Вони виявили тільки танкер «Неошо» і есмінець «Сімс», які й потопили. «Неошо» повідомив Флетчера про атаку, але координати було надано з помилкою, подробиць атаки надано не було. Вважається, що японська розвідка сплутала танкер з авіаносцем.
У цей час американською авіацією було атаковано легкий авіаносець «Сьохо». Удар здійснила 5-я авіагрупа у складі 20 винищувачів «Вайлдкет», 38 пікіруючих бомбардувальників «Донтлесс» та 13 торпедоносців TBD «Девастейтор». «Сьохо» прикривали лише кілька винищувачів. Авіаносець отримав кілька влучань бомб та торпед і затонув. Це був перший авіаносець, знищений ВПС США у тій війні.
О 14:30 капітан-лейтенант Такахасі повів другу групу (12 пікірувальників, 15 торпедоносців) для атаки американського авіаносця. Авіагрупа потрапила в шторм, не встигла вийти до цілі до заходу сонця й повернула назад. На зворотному шляху вони випадково пройшли над американським флотом, та їх атакували винищувачі «Вайлдкет». Було збито 8 із 15-ти торпедоносців і 1 пікірувальник.
Трохи пізніше японські льотчики в темряві переплутали кораблі й ледь не здійснили посадку на американський авіаносець. Коли вони усвідомили помилку, бомби вже було скинуто й атакувати ворожий авіаносець було нічим.
У той же день японські літаки з Рабаула (19 бомбардувальників «Нелл» та 12 Mitsubishi G4M «Бетті» виявили й о 14:30 атакували австралійські та американські кораблі оперативної групи TF44. Льотчики повідомили, що потопили лінкор типу «Каліфорнія» й пошкодили іншій лінкор. Насправді, лінкорів в ескадрі не було та жодна японська бомба не потрапила в ціль.

## 8 травня

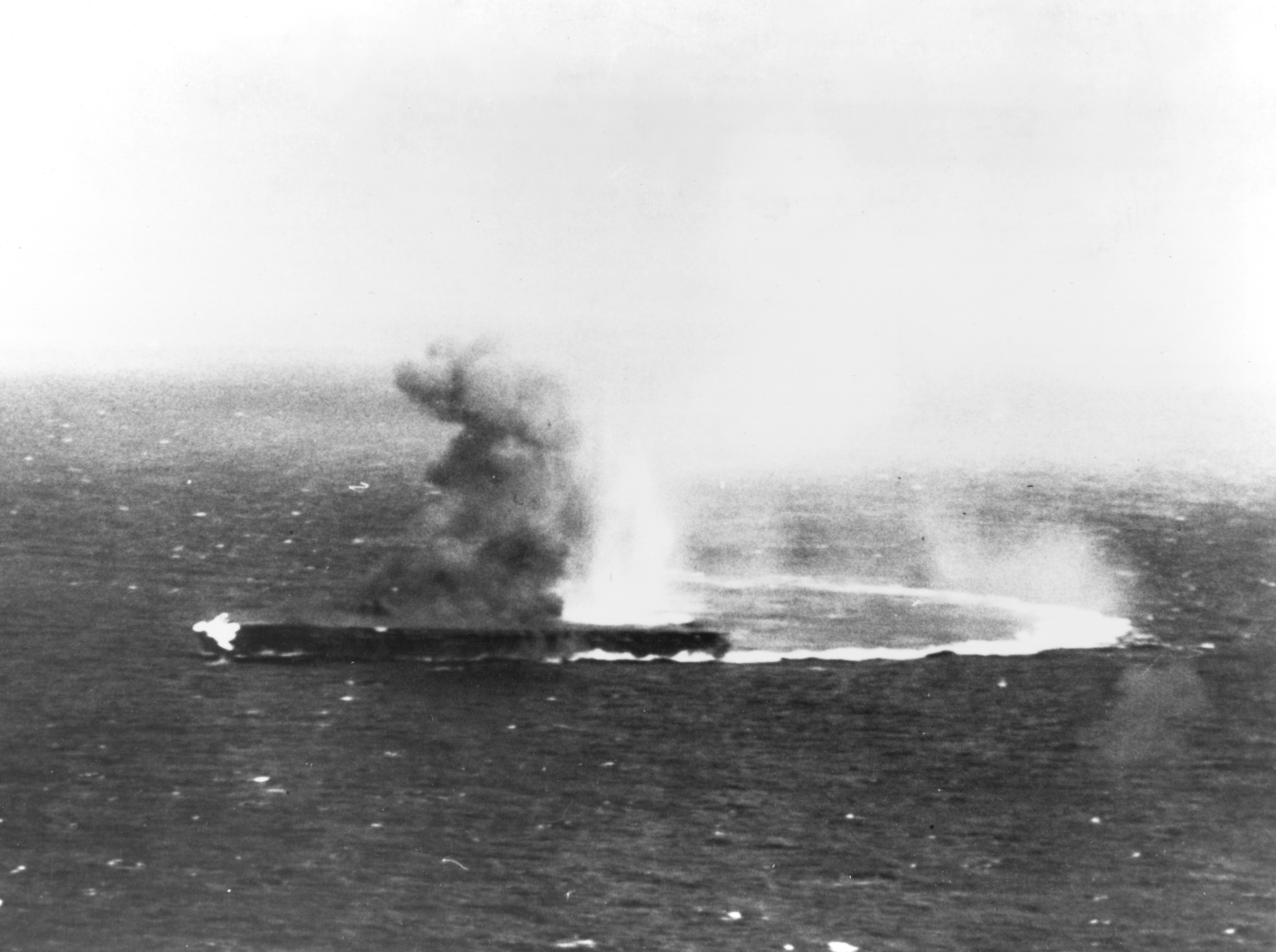
«Сьокаку» під час атаки літаками з «Йорктауна» вранці 8 травня.

О 7:15 капітан-лейтенант Такахасі підняв у повітря 18 винищувачів, 33 пікірувальників і 18 торпедоносців, які розгорнулися по широкій дузі в пошуках американських авіаносців. Через 10 хвилин розвідка виявила американський флот (2 авіаносці і ще 10 кораблів).
Авіаносці виявив пілот «Кейта», старшина Кано Кендзо. Він слідував за американською ескадрою, поки не почало закінчуватись пальне. Він повернув до бази, але по дорозі зустрів ескадрилью Такахасі. Побоюючись, що Такахасі втратить авіаносці, він розвернувся й повів ескадрилью до цілі, уже не маючи шансів повернутися на базу.
О 9:20 ескадрилья атакувала американські авіаносці. «Лексінгтон» отримав два влучання торпедами й два —бомбами і згодом затонув, «Йорктаун» отримав одне попадання бомбою і ще дві розірвалися поруч. У цій атаці загинув лейтенант Такахасі, старшина Кано, було втрачено 26 літаків.
Приблизно в той же час американська авіація (80 літаків) атакувала японські авіаносці. Вони не знайшли «Дзуйкаку» в дощовому шквалі, а в «Сьокаку» влучило 3 середні бомби. Морехідність корабля не постраждала, проте польотну палубу було зруйновано й авіаносець залишив район бою.

## Підсумки

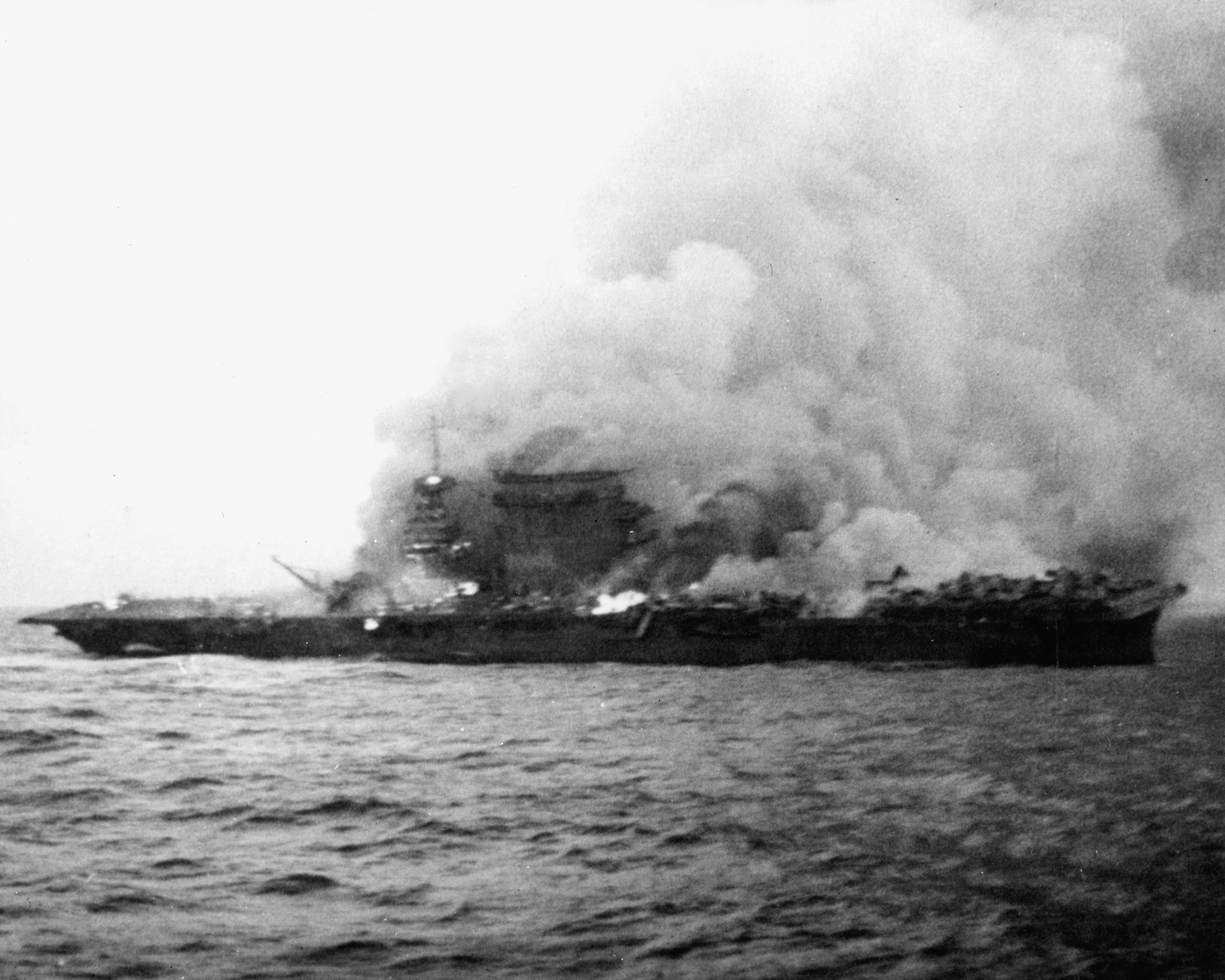
Палаючий авіаносець «Лексінгтон»

В ході дводенного бою японські збройні сили втратили 32 літака збитими і зниклими безвісти, ще 12 літаків зробили вимушену посадку на воду. Ще декілька літаків було скинуто за борт на «Дзуйкаку», щоб прийняти літаки з «Сьокаку». Відразу після бою на «Дзуйкаку» залишилося 24 «Зеро», 9 «Велів» та 6 «Кейтів», лише чверть від первісного складу.

Ніхто з тих, що пережили цей бій, не уявляв жахливих стратегічних наслідків допущених нами помилок. Пошкодженому «Йорктауну» дозволили втекти, у той час як єдина торпеда або пара бомб довершили б знищення цього корабля. Через місяць помилуваний нами корабель став одним з головних факторів, які призвели до нищівної поразки нашого флоту біля Мідвею.

Битва у Кораловому морі стала першою великою битвою авіаносців, а також першим морським боєм, в ході якого кораблі супротивників знаходилися поза межами видимості. Союзники в ній зазнали тактичної поразки, однак цей бій був для них стратегічним виграшем, так як японці не змогли атакувати Порт-Морсбі на Новій Гвінеї. Крім того, два японських авіаносці, які брали участь у битві в Кораловому морі, не змогли взяти участь у наступній битві. Битва за Мідвей, яка сталася 4 червня 1942 р., та стала поворотною точкою у війні на Тихому океані.